# Our Kind of People
Our Kind of People es una serie de televisión estadounidense de drama, creada por Karin Gist, que se estrenó en Fox el 21 de septiembre de 2021, como parte la programación de otoño durante la temporada de televisión 2021-22 La serie está basada en el libro Our Kind of People: Inside America's Black Upper de 1999 de Lawrence Otis Graham.

## Premisa
Ambientada en Oak Bluffs (Massachusetts), la serie sigue el viaje de la madre soltera Angela Vaughn cuando se propone recuperar el nombre de su familia. Pero pronto descubre un oscuro secreto sobre el pasado de su propia madre que pondrá su mundo patas arriba.

## Elenco y personajes

### Principales
- Yaya DaCosta como Angela Vaughn
- Nadine Ellis como Leah Franklin Dupont
- Lance Gross como Tyrique Chapman
- Rhyon Nicole Brown como Lauren Dupont
- Alana Kay Bright como Nikki Vaughn
- Kyle Bary como Quincy Dupont
- Joe Morton como Teddy Franklin
- Morris Chestnut como Raymond Dupont

### Recurrentes
- Raven Goodwin como Josephine
- Nicole Chanel Williams como Taylor
- L. Scott Caldwell como Olivia Sturgess Dupont
- Debbi Morgan como Patricia Williams

## Episodios
| N.º | Título                          | Dirigido por           | Escrito por                                              | Fecha de emisión original | Código de prod. | Audiencia (millones) |
| --- | ------------------------------- | ---------------------- | -------------------------------------------------------- | ------------------------- | --------------- | -------------------- |
| 1   | «Reparations»                   | Tasha Smith            | Karin Gist                                               | 21 de septiembre de 2021  | 1HLT01          | 1,65                 |
| 2   | «My Mother, Myself»             | Tasha Smith            | Karin Gist                                               | 28 de septiembre de 2021  | 1HLT02          | 1,49                 |
| 3   | «Hot Links & Red Drinks»        | Jeff Byrd              | Bryan M. Holdman                                         | 5 de octubre de 2021      | 1HLT03          | 1,43                 |
| 4   | «Crabs in a Gold-Plated Barrel» | Princess Monique Filmz | Rebecca Boss & Chris Masi                                | 12 de octubre de 2021     | 1HLT04          | 1,38                 |
| 5   | «The Miseducation of the Negro» | Julie Dash             | Nambi E. Kelley & Lauren Goodman                         | 19 de octubre de 2021     | 1HLT05          | 1,42                 |
| 6   | «For Colored Boys...»           | Jeff Byrd              | Historia de: Norman Vance Jr. Guion de: Bryan M. Holdman | 9 de noviembre de 2021    | 1HLT06          | 1,36                 |
| 7   | «Fathers, Daughters, Sisters»   | Joe Morton             | Norman Vance Jr.                                         | 16 de noviembre de 2021   | 1HLT07          | 1,30                 |
| 8   | «Sistervention...»              | —                      | —                                                        | 30 de noviembre de 2021   | —               | —                    |

## Producción

### Desarrollo
En septiembre de 2017, se anunció que una adaptación del libro de 1999 de Lawrence Otis Graham, Our Kind of People: Inside America's Black Upper Class, creado por Wendy Calhoun estaba en desarrollo en Fox. En agosto de 2019, el guion de la serie fue asumido por Lee Daniels y Karen Gist. En marzo de 2020, se provocó que la serie pasara a desarrollarse fuera de ciclo debido a la pandemia por COVID-19. En septiembre de 2020, se anunció que se había abierto una sala de guionistas para la serie y que ésta estaba en disputa para la producción de la serie para la temporada 2021-22. El 29 de marzo de 2021, Fox ordenó la producción de la serie.

### Casting
En mayo de 2021, se anunció que Yaya DaCosta, Morris Chestnut y Alana Bright se unieron al elenco principal de la serie. En junio de 2021, se anunció que LeToya Luckett, Rhyon Nicole Brown, Joe Morton, Kyle Bary y Lance Gross se unieron al elenco principal, mientras que Debbi Morgan y L. Scott Caldwell se unieron al elenco recurrente de la serie. 
En julio de 2021, Nadine Ellis se unió al reparto en un reajuste, sustituyendo a Luckett. En agosto de 2021, se anunció que Raven Goodwin y Nicole Chanel Williams se unieron al elenco recurrente de la serie.

### Rodaje
El rodaje de la serie comenzó el 7 de julio de 2021 y está previsto que concluya el 24 de noviembre de 2021 en Wilmington (Carolina del Norte).

## Lanzamiento

### Emisión
La serie se estrenó el 21 de septiembre de 2021 en la noche del martes a las 9 p. m. en Fox después de The Resident. El 27 de julio de 2021, Fox lanzó el primer teaser oficial de la serie.

### Distribución
En Canadá, la serie se emite en CTV en una emisión simultánea con Fox. La serie también se estrenará en Disney+ a través del servicio de streaming Star como una serie Star original en países selectos. En Latinoamérica, la serie se estrenará como una serie original de Star+. En India, la serie se lanzó en Disney+ Hotstar, y los episodios están disponibles al día siguiente de su emisión en Estados Unidos.

## Recepción

### Respuesta crítica
En el sitio web del agregador de reseñas Rotten Tomatoes, la serie tiene un índice de aprobación del 33%, basándose en 12 reseñas con una calificación media de 6,10/10. El consenso de la crítica dice: «Our Kind of People tiene su cuota de seducciones jabonosas, pero las tramas demasiado familiares y la falta general de tensión encadenan un atractivo reparto en un drama maravillosamente vacío». En Metacritic, tiene una puntuación media ponderada de 53 sobre 100 basada en 12 reseñas, lo que indica «reseñas mixtas o medias».

### Audiencias
| N.º | Título                          | Fecha de emisión         | ÍA (18–49) | Audiencia (millones) | DVR (18–49) | Audiencia DVR (millones) | Total (18–49) | Audiencia total (millones) |
| --- | ------------------------------- | ------------------------ | ---------- | -------------------- | ----------- | ------------------------ | ------------- | -------------------------- |
| 1   | «Reparations»                   | 21 de septiembre de 2021 | 0,4        | 1,65                 | —           | —                        | —             | —                          |
| 2   | «My Mother, Myself»             | 28 de septiembre de 2021 | 0,3        | 1,49                 | —           | —                        | —             | —                          |
| 3   | «Hot Links & Red Drinks»        | 5 de octubre de 2021     | 0,3        | 1,43                 | —           | —                        | —             | —                          |
| 4   | «Crabs in a Gold-Plated Barrel» | 12 de octubre de 2021    | 0,3        | 1,38                 | 0,2         | 0,68                     | 0,5           | 2,07                       |
| 5   | «The Miseducation of the Negro» | 19 de octubre de 2021    | 0,3        | 1,42                 | 0,2         | 0,74                     | 0,5           | 2,15                       |
| 6   | «For Colored Boys...»           | 9 de noviembre de 2021   | 0,4        | 1,36                 | —           | —                        | —             | —                          |
| 7   | «Fathers, Daughters, Sisters»   | 16 de noviembre de 2021  | 0,4        | 1,30                 | —           | —                        | —             | —                          |